# Vinstre
Vinstre er en sø i kommunerne Vang og Øystre Slidre i Innlandet fylke i Norge. Vinstre ligger i den sydøstlige del af Jotunheimen og sammen med søerne Bygdin og Tyin er den blandt de største i området.

## Eksterne kilder og henvisninger
1. ↑  Norges vassdrags- og energidirektorat NVE